# حسن ربیع
حسن ربیع (عربی: حسن ربيع سويدان الحوسني؛ زادهٔ ۱ فوریهٔ ۱۹۸۴) بازیکن فوتبال اهل عمان بود.
از باشگاه‌هایی که در آن بازی کرده‌است می‌توان به باشگاه فوتبال الشباب عربستان سعودی، باشگاه السویق، و باشگاه فوتبال النصر عربستان سعودی اشاره کرد.
وی همچنین در تیم ملی فوتبال عمان بازی کرده‌است.